# Plombières
Plombières (tiếng Đức:Bleyberg hay Bleiberg, tiếng Hà Lan: Blieberg) là một đô thị ở tỉnh Liège. Tại thời điểm ngày 1 tháng 1 năm 2006,, Plombières có tổng dân số 9.672. Tổng diện tích là 53,17 km² với mật độ dân số 182 người trên mỗi km². Đô thị Plombières bao gồm các làng Gemmenich, Hombourg, Montzen, Moresnet và Sippenaeken.